# Les Premières Années
Cet article concerne une compilation de Michel Polnareff. Pour la compilation de Céline Dion, voir Les Premières Années (album de Céline Dion).
Albums de Michel Polnareff
Live at the Roxy
(1996) Nos mots d'amour
(1999)
Les Premières Années est une compilation de Michel Polnareff sortie en 1997. 
Elle regroupe tous les singles et albums du chanteur édités par Disc'AZ, par ordre chronologique, de ses débuts en 1966 à 1972. Cependant, trois titres manquent dans ces Premières années 66-72 : L'Affreux Jojo qui figurait sur l'EP comprenant également Pourquoi faut-il se dire adieu, Ring A Ding et J'ai du chagrin Marie (Disc'Az – EP 1244), ainsi que les deux titres du single : On ira tous au paradis et Je cherche un job (Disc'Az – AZ 10.809).

## Liste des titres
| 1.  | La Poupée qui fait non                                              |  |
| 2.  | Chère Véronique                                                     |  |
| 3.  | Beatnik                                                             |  |
| 4.  | Ballade pour toi (ce que je cherche est en toi)                     |  |
| 5.  | Love Me, Please Love Me                                             |  |
| 6.  | L'Amour avec toi                                                    |  |
| 7.  | Ne me marchez pas sur les pieds                                     |  |
| 8.  | Sous quelle étoile suis-je né ?                                     |  |
| 9.  | Time will tell                                                      |  |
| 10. | L'Oiseau de nuit                                                    |  |
| 11. | Histoire de cœur                                                    |  |
| 12. | Ballade pour un puceau                                              |  |
| 13. | You'll Be on My Mind                                                |  |
| 14. | Ta-ta-ta-ta                                                         |  |
| 15. | Rosée d'amour n'a pas vu le jour, rosée du jour n'a pas eu d'amours |  |
| 16. | Le Pauv' Guitariste                                                 |  |
| 17. | Complainte à Michaël                                                |  |
| 18. | Âme câline                                                          |  |
| 19. | Fat Madame                                                          |  |
| 20. | Le Roi des fourmis                                                  |  |
| 21. | Le Saule pleureur                                                   |  |

| 1.  | Mes regrets                        |  |
| 2.  | Miss Blue Jeans                    |  |
| 3.  | Dame Dame                          |  |
| 4.  | Le Bal des Laze                    |  |
| 5.  | Le temps a laissé son manteau      |  |
| 6.  | Encore un mois, encore un an       |  |
| 7.  | Y'a qu'un ch'veu                   |  |
| 8.  | Jour après jour                    |  |
| 9.  | Les Grands Sentiments humains      |  |
| 10. | Pipelette                          |  |
| 11. | Oh ! Louis                         |  |
| 12. | Pourquoi faut-il se dire adieu     |  |
| 13. | Ring A Ding                        |  |
| 14. | J'ai du chagrin Marie              |  |
| 15. | Musique de Rabelais                |  |
| 16. | Tous les bateaux, tous les oiseaux |  |
| 17. | Tout, tout pour ma chérie          |  |
| 18. | La Michetonneuse                   |  |
| 19. | Dans la maison vide                |  |
| 20. | Un train ce soir                   |  |
| 21. | Avec Nini                          |  |

| 1.  | Gloria                          |  |
| 2.  | Je suis un homme                |  |
| 3.  | Allô Georgina                   |  |
| 4.  | Comme Juliette et Roméo         |  |
| 5.  | Ça n'arrive qu'aux autres       |  |
| 6.  | Voyages                         |  |
| 7.  | Né dans un ice-cream            |  |
| 8.  | Petite, petite                  |  |
| 9.  | Computer's Dream                |  |
| 10. | Le désert n'est plus en Afrique |  |
| 11. | Nos mots d'amour                |  |
| 12. | Mais encore                     |  |
| 13. | Qui as tué grand-maman ?        |  |
| 14. | Monsieur l'Abbé                 |  |
| 15. | Hey You Woman                   |  |
| 16. | À minuit, à midi                |  |
| 17. | Holidays                        |  |
| 18. | La Mouche                       |  |